# Perithous digitalis
Perithous digitalis är en stekelart som beskrevs av Gupta 1982. Perithous digitalis ingår i släktet Perithous och familjen brokparasitsteklar.

## Underarter
Arten delas in i följande underarter:
- P. d. nepalensis
- P. d. taiwanensis